# ぼくがつくった愛のうた〜いとしのEmily〜
「ぼくがつくった愛のうた〜いとしのEmily〜」（ぼくがつくったあいのうた いとしのエミリー）は、1974年10月5日に発売されたチューリップの7枚目のシングル。

## 解説
リードボーカルは姫野達也。作詞・作曲した財津和夫は「好きな曲だから、本当は自分が歌いたかった」という。しかしこれまでの経験から姫野が歌った方がヒットすると判断したようである（2000年発売の『TULIP Anthology1〜Rare Tracks〜』では、財津が歌う歌詞の一部が異なる仮歌バージョンを聞くことができる）。なお、チューリップ結成30周年に期間限定で開設された公式サイトでのアンケート投票「思い出の1曲」では、もっとも多く票を集めている。
第二期の1984年8月11日に芦ノ湖で行った屋外ライブ（Live act TULIP チューリップ・ランド・イン・芦ノ湖 8.11パゴダ）でも披露したが、その音源は翌1985年のシングル「もっと幸せに素直になれたら」のB面として収録された（ただし、ライブ盤『8.11 PAGODA』には未収録）。
B面「私のアイドル」は、財津の憧れのビートルズについて歌った曲である。

## 収録曲
作詞・作曲：財津和夫　編曲：チューリップ
1. ぼくがつくった愛のうた〜いとしのEmily〜
 弦編曲：青木望
2. 私のアイドル

## 本作を使用した作品
- フジテレビ系ドラマ 『ひとつ屋根の下』、『ひとつ屋根の下2』 - 挿入歌（1993年）
- グリコ「ポッキー」 - CMソング（1990年）
- キリンビバレッジ「午後の紅茶」 - CMソング（2001年）
- アサヒビール「江戸前」- CMソング
- お笑いコンビ・ジャルジャルが劇場出演の際に出囃子として使用している。

## カバーしたアーティスト
- 風味堂（CMソング）